# IC 2268
IC 2268 је галаксија у сазвјежђу Рак која се налази на листи објеката дубоког неба у Индекс каталогу.
Деклинација објекта је + 24° 47' 46" а ректасцензија 8h 18m 6,5s. Привидна величина (магнитуда) објекта IC 2268 износи 14,5 а фотографска магнитуда 15,5. IC 2268 је још познат и под ознакама CGCG 119-37, KUG 0815+249, PGC 23273.